# Marc Breaux
Marc Breaux (3 novembre 1924-19 novembre 2013) est un chorégraphe américain principalement connu pour son travail sur des comédies musicales dans les années 1960 et 1970.

## Biographie
Marc Breaux a souvent travaillé avec Dee Dee Wood à laquelle il fut marié durant plusieurs années et la plupart de ses succès sont des chorégraphies sur des compositions des frères Sherman.
La première prestation officielle de Marc Breaux à Broadway est dans la comédie musicale Kiss Me, Kate au New Century Theatre de New York. En 1958 il participe à la comédie musicale Li'l Abner au St. James Theatre.

## Filmographie
- 1956 : Design for Dreaming (danseur)
- 1962 : The Andy Williams Show (série TV)
- 1963 : Judy and Her Guests, Phil Silvers et Robert Goulet (TV)
- 1964 : Mary Poppins
- 1965 : La Mélodie du bonheur
- 1967 : Le Plus Heureux des milliardaires (numéro musical)
- 1968 : Chitty Chitty Bang Bang
- 1972 : Of Thee I Sing (TV)
- 1974 : Huckleberry Finn
- 1976 : The Slipper and the Rose: The Story of Cinderella
- 1978 : Sextette